# Suomussalmi
Suomussalmi este o comună din Finlanda.